# Parque Nacional de Tremecém
O Parque Nacional de Tremecém (em inglês: Tlemcen National Park) é um dos mais recentes parques nacionais da Argélia. Está localizado na província de Tremecém, devendo o seu nome a Tremecém, uma cidade perto deste parque. O parque inclui as florestas de Ifri, Zarifete, e Aim Feza, as quedas de água e falésias de El Awrit, muitos sítios arqueológicos e as ruínas de Mansoura, a antiga cidade sobre cujas ruínas Tremecém foi construída, bem como a Mesquita de Sidi Boumediene, o santo patrono de Tremecém.